# Heterachne
Heterachne é um género botânico pertencente à família Poaceae. É originário do Norte da Austrália.
O género foi descrito por George Bentham e publicado em Hooker's Icones Plantarum 13: t. 1250. 1877.
Trata-se de um género reconhecido pelo sistema de classificação filogenética Angiosperm Phylogeny Website.

## Espécies
O género tem 5 espécies descritas, das quais 3 são aceites:
- Heterachne abortivum (R.Br.) Druce
- Heterachne baileyi C.E.Hubb.
- Heterachne gulliveri Benth.